# Henrik Berggreen
Henrik Berggreen (født 18. marts 1928 i København, død 28. september 2012  i Figanieres) var en dansk forsikringsdirektør og kunstsamler, som grundlagde Bergiafonden.

## Familie
Han var søn af forsikringsdirektør Johannes Albrecht August Berggreen (1878-1963) og hustru Tove Gunhild Schou (1901-1987). 

## Karriere
I 1945 bliver han ansat i Danske Grundejeres Brandforsikring for fast Ejendom og Løsøre, hvor han får sin uddannelse, og bliver senere underdirektør fra 1963 til 1975, vice administrerende direktør fra 1975 til 1979, medlem af dets direktion, derefter administrerende direktør  fra 1979 til 1990. I 1990 afviklede han Danske Grundejeres Brandforsikring G/S og placerede den opsparede formue fra forsikringsselskabet i Bergiafonden (Bergia er det latinske navn for Berggreen) som han grundlagde i 1990. Underdirektør i Samvirke G/S fra 1963 til 1965 samt Bergia A/S fra 1963 til 1970. Stifter af og administrerende direktør for D.G.B. Assuranceagentur A/S fra 1982 til 1991 og direktør for Forsikringsselskabet Danske Brand A/S 1990-1991.

## Tillidshverv
Henrik Berggreen var bl.a. medlem af Kongelig Dansk Yachtklub, formand for Søren Berggreen A/S 1968-76, medlem af CPU Center for Program Udvikling K/S fra 1983, i bestyrelsen for forsikringsaktieselskabet Bergia 1959-1970, D.G.B. Assuranceagentur 1982-1996, Forsikringsselskabet Danske Brand 1990-1996, samt formand for Bergiafonden fra 1990-1992.
Henrik Berggreen var kunstsamler og nærede stor interesse for kunst, arkitektur og bøger. Han støtter bl.a. udgivelsen af - et halvthundrede år mellem bøger, fra Rosenkilde og Bagger i 1978. Efter en uoverensstemmelse og efterfølgende retssag med Nivaagaards Malerisamling, som han lige havde doneret ca. 100 mill. kr. til i 1990 ved oprettelsen af Bergiafonden, valgte han at flytte til Sydfrankrig, (Var-regionen), i 1996, for ikke at besøge Danmark igen. Han tilbragte de sidste år i byen Callas, og som ungkarl testamenterede han derfor sin private kunstsamling (70 malerier) til museet MAMAC i Nice. Hans samling på lidt over 86 billeder til ca. 10 mill. kr. var oprindeligt tiltænkt Nivaagaards Malerisamling. Afslår at blive optaget i Kraks Blå Bog.